# La morte di Matusalemme
La morte di Matusalemme e altri racconti è una raccolta di racconti di Isaac Bashevis Singer, pubblicata da Longanesi nel 1989, con la traduzione di Mario Biondi. Corrisponde alla raccolta in inglese The Death of Methuselah and Other Stories, pubblicata da Farrar Straus & Giroux nel 1988, con l'aggiunta dei 3 racconti di Gifts, pubblicato dalla Jewish Publication Society di Philadelphia. In originale i racconti erano apparsi in lingua yiddish.

## Titoli della raccolta
1. L'Ebreo di Babilonia (The Jew from Babylon [trad. Deborah Menashe])
2. L'amico di famiglia (The House Friend [trad. dell'autore con Lester Goran])
3. Funerale in mare (Burial at Sea [trad. Deborah Menashe])
4. L'eremita (The Recluse [trad. Deborah Menashe])
5. Travestito (Disguised [trad. Deborah Menashe])
6. Accusatore e accusato (The Accuser and the Accused [trad. dell'autore con Lester Goran])
7. La trappola (The Trap [trad. dell'autore con Lester Goran], in inglese nella raccolta Gift al n. 1)
8. Il contrabbandiere (The Smuggler [trad. dell'autore con Lester Goran], in inglese nella raccolta Gift al n. 2)
9. Uno spioncino nel portone (A Peephole in the Gate [trad. dell'autore con Ruth Schachner Finkel], in inglese al n. 7)
10. La dura verità (The Bitter Truth [trad. Deborah Menashe], in inglese al n. 8)
11. L'impresario (The Impresario [trad. dell'autore], in inglese al n. 9)
12. Logaritmi (Logarithms [trad. dell'autore con Lester Goran], in inglese al n. 10)
13. Regali (Gifts [trad. Deborah Menashe], in inglese nella raccolta Gift al n. 3)
14. In fuga verso il nulla (Runners to Nowhere [trad. dell'autore con Lester Goran], in inglese al n. 11)
15. La riga mancante (The Missing Line [trad. dell'autore], in inglese al n. 12)
16. L'albergo (The Hotel [trad. dell'autore], in inglese al n. 13)
17. Affascinato (Dazzled [trad. Deborah Menashe], in inglese al n. 14)
18. Sabbath nella Geenna (Sabbath in Gehenna [trad. dell'autore], in inglese al n. 15)
19. L'ultimo sguardo (The Last Gaze [trad. Joseph Singer], in inglese al n. 16)
20. La morte di Matusalemme (The Death of Methuselah [trad. dell'autore], in inglese al n. 17, presente anche in L'ultimo demone)

## Edizioni italiane
- trad. dall'inglese di Mario Biondi, Longanesi (collana "La gaja scienza" n. 282), Milano, 1989 ISBN 88-304-0902-2
- stessa trad. in ed. economica, TEA (coll. "TEAdue" n. 285), Milano, 1995 ISBN 88-7819-623-1